# Phostria
Phostria é um gênero de mariposa pertencente à família Crambidae.